# Reggie Nicholson
Reginald „Reggie“ Nicholson (* in Chicago) ist ein US-amerikanischer Schlagzeuger, Perkussionist und Komponist des Avantgarde Jazz.
Nicholson gehört seit 1979 dem Chicagoer Musikerkollektiv Association for the Advancement of Creative Musicians an; in den 1970er Jahren arbeitete er u. a. mit Edward Wilkerson in dessen Formation Shadow Vignettes (zu hören auf dem Album Birth of a Notion) mit Kahil El’Zabar. In den 1980er Jahren spielte er u. a. im Trio von Amina Claudine Myers (Jumping in the Sugarbowl, 1984). Im Jahr 1988 zog er nach New York City und spielte dort u. a. im Charles Gayle Quartett mit Sirone und John Tchicai (1988), Henry Threadgill (Rag, Bush and All) und im Sextett von Lindsey Horner mit Marty Ehrlich und Herb Robertson. Außerdem arbeitete er in dieser Zeit mit Musikern wie Don Pullen, Jon Hendricks, Billy Bang, Melvin Sparks, Abdullah Ibrahim, Sonny Rollins, Hamiet Bluiett.
Anfang der 1990er Jahre gehörte er Myra Melfords Trio mit Lindsey Horner an (Alive in the House of Saints 1993), arbeitete mit Leroy Jenkins’ Quintett (Live!, 1992) und Mitte der 1990er Jahre im Muhal Richard Abrams Orchester (Family Talk), außerdem in dieser Zeit mit Roy Campbell, Thomas Borgmann, Butch Morris und in Ernest Dawkins’ New Horizons Ensemble. 1994 arbeitete er mit Thomas Chapin und Tom Harrell. 2000 bildete er ein Duo mit Wilber Morris 2006 spielte er im Yuko-Fujiyama-Ensemble. Derzeit spielt er im AACM Fire Trio (mit Jodie Christian und Art Brown) sowie erneut im Trio mit Amina Claudine Myers. Daneben arbeitet Nicholson mit seiner Formation  The Reggie Nicholson Concept mit dem Saxophonisten Vandy Harris und dem Trompeter Orbert Davis.
2005 erschien das Soloalbum Percussion Peace, ein Suiten-ähnliches Werk, auf dem der Schlagzeuger auf einigen Stücken Schlagzeug-Sequenzen mit programmierten Beats unterlegte.

## Diskographische Hinweise
- Percussion Concept – Timbre Suite (Tone Colors) – Featuring Warren Smith, Don Eaton
- Percussion Peace (Zeptron, 2005)
- The Reggie Nicholson Concept – Unnecessary Noises Allowed (Abstract Records) mit Gene Ghee (Sax, Flöte), Mark McGowan (Trompete); Brad Jones (Bass); Bruce Edwards (Gitarre)
- Ivo Perelman, Ray Anderson, Joe Morris, Reggie Nicholson: Molten Gold (Fundacja Słuchaj, 2023)